# Suffixe (linguistique)
Pour les articles homonymes, voir Suffixe.

Exemples de suffixations en français.

Un suffixe, en linguistique, est un affixe qui se rattache à la fin d’une base. La suffixation est le mécanisme qui permet d'ajouter un type d'affixe, un suffixe, à la fin d’une base.  Les suffixes communs de la langue française incluent -able, -el, -iser, -eur, -euse, -isme, -ier, -ière, -ture, -esse et -iste, mais il y en a beaucoup d'autres,.
Particulièrement en étude des langues sémitiques, les suffixes sont nommés en anglais les « afformatives » parce qu’ils peuvent changer les formes des mots.[pas clair]  
En études indo-européennes, il y a une distinction entre les suffixes et les terminaisons des mots. Un segment d’un mot-final quelque part entre un morphème libre et un morphème lié est connu comme un suffixoïde ou semi-suffixe.  
Souvent les suffixes changent les mots de la même manière. Par exemple, -ment forme des adverbes à partir d’adjectifs : honnêtement du mot honnête, courageusement du mot courageuse, malheureusement du mot malheureuse et sérieusement du mot sérieuse.
Quand un suffixe se rattache à un mot, il peut indiquer l'information grammaticale ou lexicale. Dans les langues comme l'anglais ou le français, l'addition d'un suffixe peut modifier le mot d'une de ces deux façons :
1. de manière flexionnelle : cela permet de fournir de l'information grammaticale sur un seul mot ; cela ne change pas le mot, ni sa catégorie grammaticale.  On peut avoir les terminaisons qui indiquent le genre et le nombre des noms et adjectifs, et les terminaisons des verbes, qui forment la conjugaison des verbes ;
2. de manière dérivationnelle : cela permet de créer un nouveau mot ; cela change le sens et l'utilisation du mot[5],[6].  Un suffixe dérivationnel peut être divisé en deux catégories : les dérivations qui changent de classe grammaticale et les dérivations qui maintiennent la classe grammaticale[7].

## Types de suffixes
En français il y a deux types de suffixes : les suffixes flexionnels et les suffixes dérivationnels. Les suffixes flexionnels sont les suffixes qui donnent de l’information grammaticale à propos d'un mot. Par contre, un suffixe dérivationnel change le sens original du mot en formant un mot entièrement nouveau.

### Suffixes flexionnels
Quand un suffixe flexionnel se rattache à un mot, le sens du mot est préservé. Le suffixe sert à fournir l'information grammaticale pour un mot spécifique. Les informations qui sont indiquées par les suffixes flexionnels sont : le genre, le nombre, le temps verbal et l'accord du mot. Les mots qui changent avec les suffixes flexionnels ne sont pas considérés des mots différents, ils sont simplement une autre forme du même mot. La suffixation flexionnelle ne modifie jamais la catégorie grammaticale du mot,.

#### Exemples
En français, et d’autres langues, les suffixes flexionnels se rattachent à des verbes:
Verbe : Parler
Racine : Parler
Suffixes Verbaux Flexionnels :
Je parle                                    J’ai parlé                                    Je parlerais

Nous parlons                            Nous avons parlé                      Nous parlerions
Les suffixes flexionnels peuvent décrire un verbe : le temps, la personne, le nombre. -ons est un amalgame qui donne 3 morceaux d’informations qui indique que le verbe est à la forme de la première personne, à la forme plurielle et au temps du présent indicatif. Chaque suffixe flexionnel donne de l’information différente de son verbe.

Mais les verbes ne sont pas les seuls mots grammaticaux auxquels les suffixes se rattachent.
Suffixes nominaux flexionnels :
Je mange une pomme.                                    Je mange deux pommes.
J’aime mon étudiant.                                        J’aime mon étudiante.                                         J’aime mes étudiants.
Suffixes adjectivaux flexionnels :

Tu aimes son petit appartement.                      Tu aimes sa petite maison.                                  Tu aimes ses petits chiens.
Le suffixe -e indique que le nom correspond à la forme féminine. Le suffixe -s indique le pluriel.

### Suffixes dérivationnels
Quand un suffixe dérivationnel se rattache à un mot, il conduit toujours à la création d'un nouveau mot. Les suffixes dérivationnels forment un mot différent du base, mais la catégorie grammaticale du mot n'est pas toujours différente. Le suffixe peut changer la catégorie ou il peut la préserver, mais chaque fois, le suffixe dérivationnel donne un nouveau sens en créant un nouveau mot,.

#### Exemples
En français, et d’autres langues, les suffixes dérivationnels se rattachent à la fin des mots :
Mot : amour (n.) Suffixes Dérivationnels : amoureux, amoureuse (n. ou adj.)
Les mots qui sont créés par la suffixation dérivationnelle ont un sens lié à la base, mais ils sont des mots différents. L'amour, le mot d'exemple, est un nom, mais les nouveaux mots, amoureux et amoureuse, peuvent agir comme des noms, ou un adjectif selon le contexte dans lequel ils sont utilisés. La catégorisation grammaticale du mot peut être la même, ou elle peut changer.

Les nouveaux mots de la suffixation dérivationnelle peuvent aussi avoir le rattachement des suffixes dérivationnels. Les nouveaux mots, deviennent les bases quand un autre suffixe dérivationnel se rattache.
Mot et base : amoureuse (n. ou adj.) Suffixes Dérivationnels : amoureusement (adv.)
En rattachant le suffixe dérivationnel -ment au mot amoureuse, l’adjectif devient un adverbe ; amoureusement, un nouveau mot. Dans ce cas, la catégorie grammaticale est changée.
Quelques autres exemples de suffixes dérivationnels sont :
- -el/-elle (généralement, change un nom en un adjectif)

ex. Mot : nature (n.). Suffixe dérivationnel : naturel/naturelle (adj.)
- -isme (généralement, change un adjectif en un nom)

ex. Mot : active (adj.). Suffixe dérivationnel : activisme (n.)
- -if/-ive (généralement, change un nom en un adjectif)

ex. Mot : sport (n.). Suffixe dérivationnel : sportif/sportive (adj.)
- -ment (généralement, change un adjectif en un adverbe)

ex. Mot : brutal/brutale (adj.). Suffixe dérivationnel : brutalement (adv.)
- -able (généralement, change un verbe en un adjectif)

ex. Mot : adapter (v.). Suffixe dérivationnel : adaptable (adj.)
- -iste (généralement, change le sens du mot, pas la classe grammaticale)

ex. Mot : automobile (n.). Suffixe dérivationnel : automobiliste (n.)
- -eur/-euse (généralement, change un verbe en un nom)

ex. Mot : chanter (v.). Suffixe dérivationnel : chanteur/chanteuse (n.)
- -erie (généralement, change le sens du mot, pas la classe grammaticale)

ex: Mot : poutine (n.). Suffixe dérivationnel : poutinerie (n.)

## Autres langues
Les autres langues synthétiques incorporent les suffixes dans leurs vocabulaires aussi comme le tchèque, l'allemand, le finnois, le latin, le hongrois, le russe et le turc.
Anglais
Boys, où le suffixe -s indique que le nom est pluriel.
He walks, où le suffixe -s indique que le verbe est au troisième personne singulier au présent.
She watched, où le suffixe -ed indique que le verbe est au passé.
Allemand
mein computer
meines Computers, où les suffixes -es et -s indiquent la possession.
meinem Computer, où le suffixe -em indique l'objet indirect.
meinen Computer, où le suffixe -en indique l'objet direct.
Russe
мой компьютер
моего компьютера, où les suffixes -ero et -a indiquent la possession.
моему компьютеру, où le suffixe -ему et -у indique l'objet indirect.
мой компьютер, où il n'y a pas de suffixe pour indiquer l'objet direct.
за-туш-и-тьсвечу, où le premier mot a les suffixes -и et -ть pour indiquer la forme infinitive et le deuxième mot a le suffixe -у pour indiquer l'objet direct au singulier.